# Canta Sanremo
Canta Sanremo este un album al lui Al Bano publicat în Italia în 2013 cu ocazia participării sale ca oaspete de onoare la a 63-a ediție a Festivalului Sanremo. Este o compilație cu cele mai reprezentative melodii din istoria festivalului. Conține câteva melodii de pe albumul cu aceeași temă, Il mio Sanremo publicat în 2006, 3 melodii prezentate de Al Bano în cadrul festivalului în perioada 2007-2011 și câteva cover-uri din repertoriul altor cântăreți care au fost lansate în trecut pe scena Festivalului Sanremo.

## Track list
1. Come sinfonia (Pino Donaggio)
2. Piove (Domenico Modugno, Dino Verde)
3. In controluce (Al Bano, Paolo Limiti)
4. Con te partirò (Lucio Quarantotto, Francesco Sartori)
5. Come saprei (Adelio Cogliati, Eros Ramazzotti, Giorgia Todrani, Vladimiro Tosetto)
6. Amanda è libera (Fabrizio Berlincioni, Al Bano, Alterisio Paoletti)
7. Cambiare (Alex Baroni, Massimo Calabrese, Marco Rinalduzzi, Marco D'Angelo)
8. 13, storia d'oggi  (Al Bano, Vito Pallavicini)
9. Nel perdono (Renato Zero, Vincenzo Incenzo, Alterisio Paoletti, Yari Carrisi)
10. Perdere l'amore (Giampiero Artegiani, Marcello Marrocchi)
11. È la mia vita (Maurizio Fabrizio, Pino Marino)
12. L'amore è sempre amore (Maurizio Fabrizio, Guido Morra)
13. Volare (Domenico Modugno, Franco Migliacci)
14. Felicità (Cristiano Minellono, Dario Farina, Gino De Stefani)